# سیمون بلک (بازیکن فوتبال انگلیسی)
سیمون بلک (انگلیسی: Simon Black؛ زادهٔ ۹ نوامبر ۱۹۷۵) بازیکن فوتبال اهل بریتانیا است.
از باشگاه‌هایی که در آن بازی کرده‌است می‌توان به باشگاه فوتبال دونکستر راورز، باشگاه فوتبال بیرمنگام سیتی، و باشگاه فوتبال یئوویل تاون اشاره کرد.